# Deuxnouds-devant-Beauzée
Pour les articles homonymes, voir Deuxnouds-aux-Bois et Beauzée.
Deuxnouds-devant-Beauzée  est une commune associée du département de la Meuse, en région Grand Est.

## Toponymie
La commune de Deuxnouds-devant-Beauzée est attestée dans plusieurs documents anciens sous différents noms.
| Nom attesté              | Année       | Document                                                                   |
| ------------------------ | ----------- | -------------------------------------------------------------------------- |
| Dousnous                 | 1277        | Trésor des chartes, B. 455, n° 5                                           |
| Dous-Nous                | 1277        | Abbé de Lisle (Lisle-en-Barrois)                                           |
| Douxnoux                 | 1282        | Trésor des chartes, B. 455, n° 2                                           |
| Douxnoux                 | 1282        | Mâchon                                                                     |
| Douxnoulz                | 1282        | Trésor des chartes, B. 455, n° 2                                           |
| Doux-Noux                | 1371        | Trésor des chartes, B. 455, n° 4                                           |
| Deux-Nouds               | 1579        | Procès verbal des coutumes                                                 |
| Deux-Nouds               | 1738        | Pouillé                                                                    |
| Dounoux                  | 1595        | Soc. Philom. lay. Courcelles-sur-Aire                                      |
| Dounoux                  | 1642        | Mâchon                                                                     |
| Deunoux                  | 1656        | Carte de l'évêché                                                          |
| Deunoux                  | 1756        | D. Calmet, Notice de la Lorraine                                           |
| Doux-Naoud               | 1700        | Carte des États                                                            |
| De Binodis               | 1738        | Pouillé                                                                    |
| Binodi                   | 1749        | Pouillé                                                                    |
| Binodi                   | 1756        | D. Calmet, Notice de la Lorraine                                           |
| Binodi                   | 1778        | Durival                                                                    |
| Deuxnoux                 | 1792 - 1856 | Tables décennales (1792-1802), États nominatifs des habitants (1820-1856)  |
| Deuxnouds                | 1851 - 1864 | Registre des actes de naissance et d'adoption pour l'an 1851 (jusque 1854) |
| Deuxnoux-devant-Beauzée  | 1861 - 1872 | États nominatifs des habitants (1861 à 1872)                               |
| Deuxnouds-devant-Beauzée | depuis 1865 | Registre des actes de naissance et d'adoption pour l'an 1865               |

## Histoire

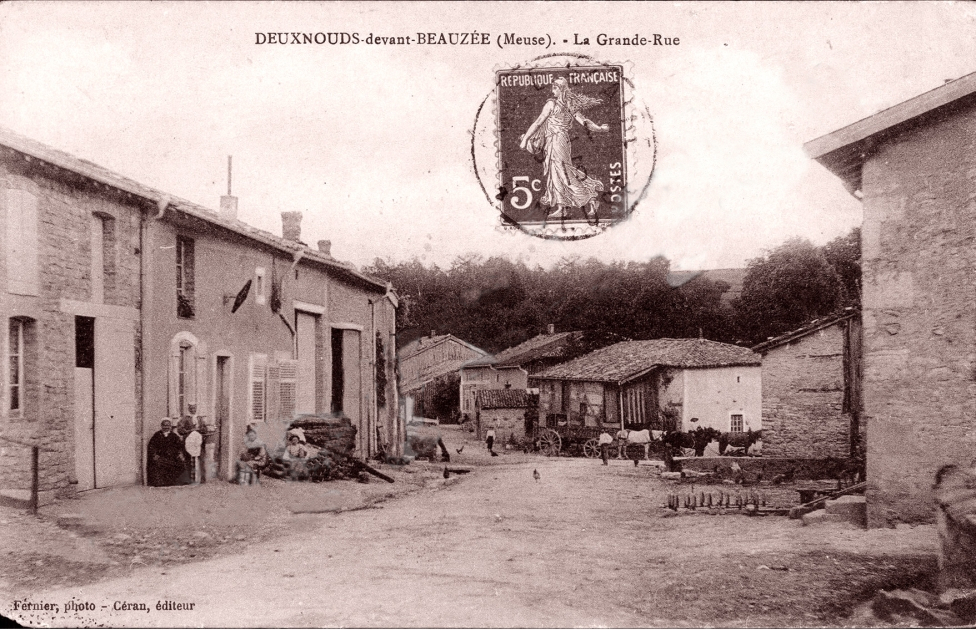
Deuxnouds-devant-Beauzée (Meuse) - La Grande-Rue. ca 1910

Avant 1790, le village dépendait du Barrois mouvant, du bailliage de Bar et était sous la juridiction du présidial de Châlons et du parlement de Paris. Le seigneur haut, moyen et bas justicier était l'abbé de Lisle-en-Barrois. Pour ce qui est de la religion, Deuxnouds-devant-Beauzée était à l'époque du diocèse de Verdun, plus précisément de l'archidiaconé d'Argonne et du doyenné de Souilly.
Le 1er janvier 1973, Beauzée-sur-Aire devient Beausite à la suite de sa fusion-association avec Amblaincourt, Deuxnouds-devant-Beauzée et Seraucourt.

## Politique et administration
| Période                                  | Période | Identité       | Étiquette | Qualité |
| ---------------------------------------- | ------- | -------------- | --------- | ------- |
| 2008                                     | 2014    | Didier Zambaux |           |         |
| Les données manquantes sont à compléter. |         |                |           |         |

## Démographie
| 1793 | 1800 | 1806 | 1821 | 1831 | 1836 | 1841 | 1846 | 1851 |
| ---- | ---- | ---- | ---- | ---- | ---- | ---- | ---- | ---- |
| 226  | 240  | 228  | 262  | 229  | 238  | 233  | 233  | 222  |

| 1856 | 1861 | 1866 | 1872 | 1876 | 1881 | 1886 | 1891 | 1896 |
| ---- | ---- | ---- | ---- | ---- | ---- | ---- | ---- | ---- |
| 221  | 229  | 203  | 196  | 203  | 200  | 164  | 176  | 170  |

| 1901 | 1906 | 1911 | 1921 | 1926 | 1931 | 1936 | 1946 | 1954 |
| ---- | ---- | ---- | ---- | ---- | ---- | ---- | ---- | ---- |
| 158  | 158  | 156  | 135  | 133  | 115  | 117  | 88   | 77   |

| 1962 | 1968 | - | - | - | - | - | - | - |
| ---- | ---- | - | - | - | - | - | - | - |
| 82   | 70   | - | - | - | - | - | - | - |